# Charlton Athletic Football Club
O Charlton Athletic Football Club é um clube de futebol inglês, sediado em Charlton, sudeste de Londres. A equipe foi fundada em 1905 e joga no estádio "The Valley", com capacidade para 27.116 torcedores. O apelido da equipe é "The Addicks".

## História

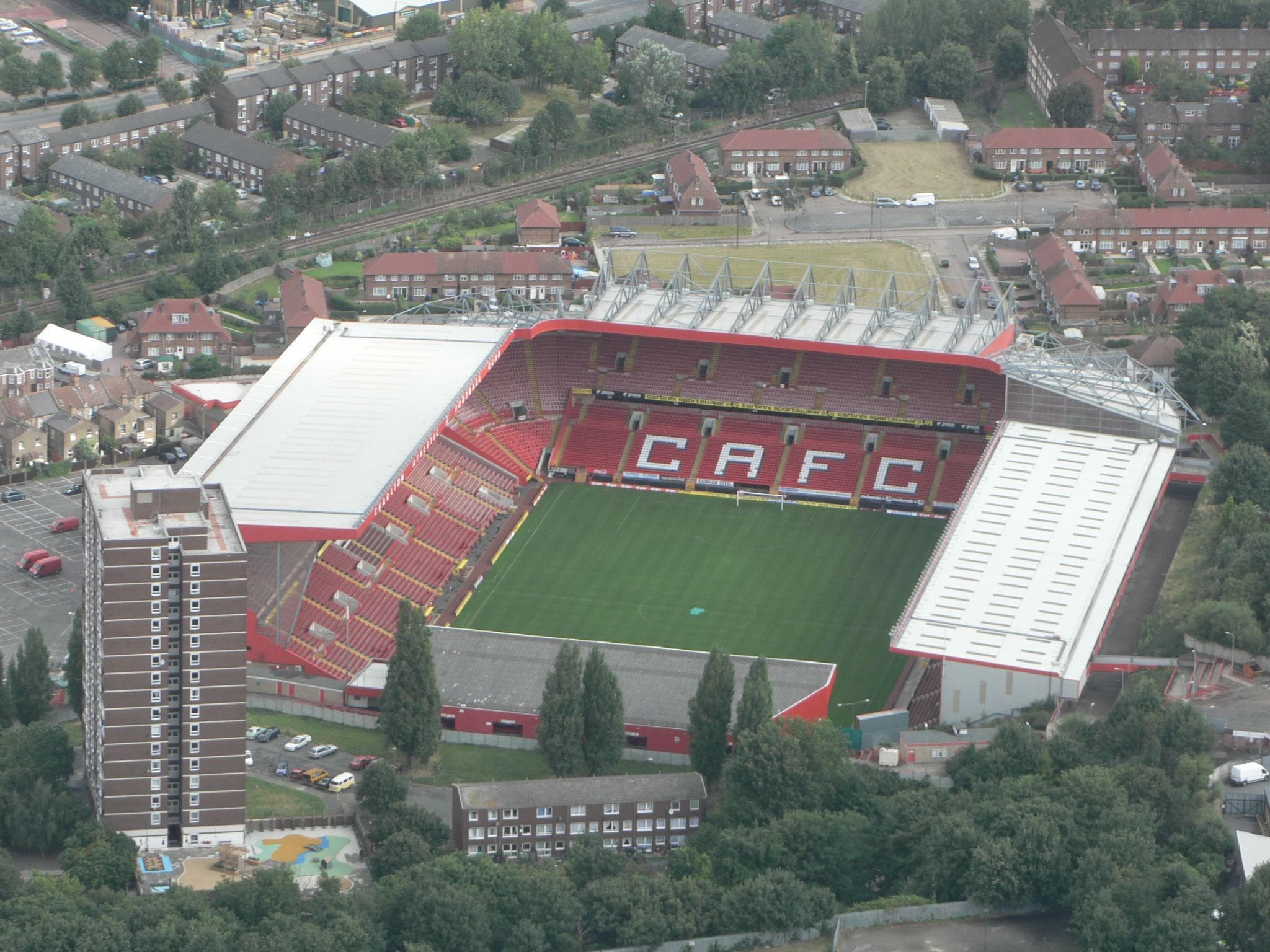
The Valley, para 27.111 torcedores.

O time foi aceito em 1921 pela Football League, conseguindo a promoção para a primeira divisão em 1936.
O Charlton foi vice-campeão da Primeira Divisão em 1937, quarto colocado em 1938 e terceiro em 1939. Foi, entre as principais equipes da Primeira Divisão, a mais consistente das três temporadas anteriores à Segunda Guerra Mundial. O sucesso continuou no pós-guerra, quando a equipe foi vice-campeã da Copa da Inglaterra em 1946 e campeã em 1947.
O Charlton foi rebaixado à segunda divisão em 1957 e à terceira em 1972, fazendo com que diminuísse muito o número de torcedores. Mesmo a volta à segunda divisão em 1975 não melhorou muito a situação do time.
Na temporada 1979-80 a equipe foi novamente rebaixada. Porém na temporada seguinte o Charlton conseguiu o retorno à segunda divisão. Esse foi um ponto de inflexão na história da equipe, iniciando um período de turbulências. Mudanças no controle e no gerenciamento do time levaram a problemas financeiros que exigiram intervenção em 1984. O clube se transformou em Charlton Athletic Ltd.
A falta de dinheiro levou a equipe a atuar em Selhurst Park, estádio do Crystal Palace, na Década de 1980. Mesmo a promoção à Primeira Divisão em 1986 não aliviou as finanças do clube. Em 1990 a equipe voltou à segunda divisão. No mesmo ano, os torcedores do clube fundaram seu próprio partido político em resposta à recusa do governo de Greenwich à proposta de reforma do estádio "The Valley". O "The Valley Party" (Partido The Valley) ganhou 15 mil votos e conseguiu forçar o conselho da região a aprovar a reforma do estádio.
Em 1991, a equipe deixou o Selhurst Park e jogou a temporada em Upton Park, campo do West Ham.
Em 1992, a equipe retornou a um reformado "The Valley" e conseguiu acesso à Premier League em 1998, porém retornando à segunda divisão em 1999.
O clube conseguiu novamente a promoção em 2000, onde permaneceu até a temporada 2006-07, quando foi rebaixado para a Coca-Cola Championship. Atualmente disputa a EFL Championship, correspondente à segunda divisão inglesa.

## Torcida
Em um muro perto do estádio, onde tem a inscrição a "This way to the valley" há também a sigla "Seb 1076". Ela se refere ao ex-torcedor do clube Seb Lewis, que foi a todos os jogos do clube durante 22 anos (1998 a 2020). Ele seguiu o clube em 1.076 partidas consecutivas. Em 2020 ele morreu vítima da Covid-19.

## Rivalidades
Os torcedores do Charlton consideram como rivais o Crystal Palace, o Millwall e o West Ham, nessa ordem.

## Títulos
| NACIONAIS | NACIONAIS          | NACIONAIS | NACIONAIS  |
|           | Competição         | Títulos   | Temporadas |
| --------- | ------------------ | --------- | ---------- |
|           | Copa da Inglaterra | 1         | 1947       |

|  | Campeonato Inglês - Segunda Divisão        | 1 | 2000       |
|  | Campeonato Inglês - Terceira Divisão       | 1 | 2012       |
|  | Campeonato Inglês - Terceira Divisão (Sul) | 2 | 1929, 1935 |

## Campanhas de destaque
Campeonato Inglês de Futebol
Vice-campeão: 1937
 Copa da Inglaterra
Vice-campeão: 1946
 Campeonato Inglês - Segunda Divisão
Vice-campeão: 1936, 1986

## Uniformes

### 1º Uniforme
| 2019–2020 | 2018–2019 | 2017–2018 | 2016–2017 | 2015–2016 | 2014–2015 | 2013–2014 |

### 2º Uniforme
| 2019–2020 | 2018–2019 | 2017–2018 | 2016–2017 | 2015–2016 | 2014–2015 | 2013–2014 |

### 3º Uniforme
| 2019–2020 | 2018–2019 | 2017-2018 |  |  |  |  |  |  |  |  |  |  |  |  |  |  |  |  |  |  |  |  |  |  |  |  |  |  |  | 2015–2016 | 2014–2015 |